# 빅토리야 토카레바

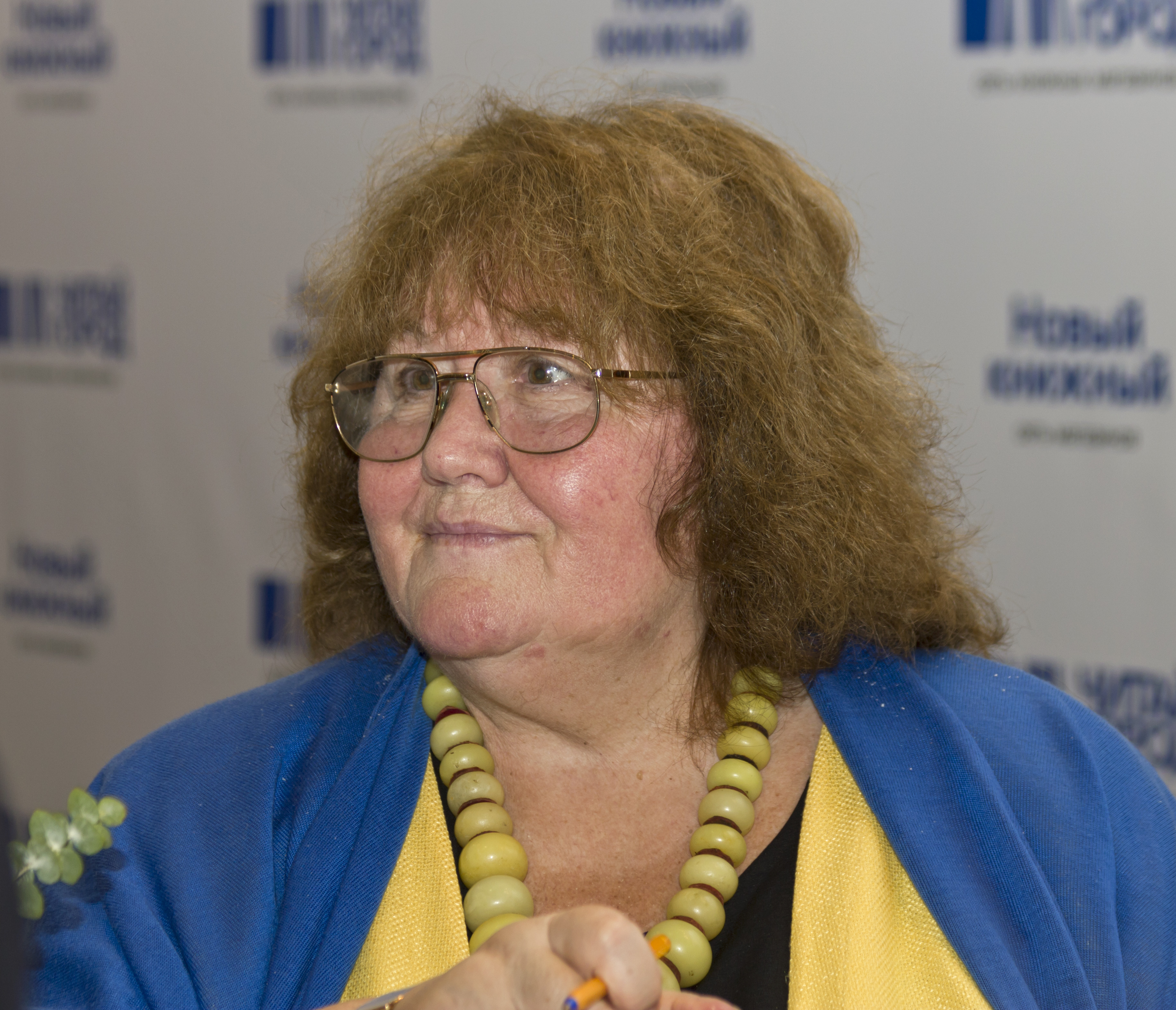

빅토리야 토카레바(러시아어: Виктория Самойловна Токарева, 1937년 11월 20일 ∼)는 소비에트, 러시아의 산문 작가, 시나리오 작가이다.

## 생애
빅토리야 토카레바는 1937년 레닌그라드(지금의 상트페테르부르크)에서 태어났다. 1958년 레닌그라드 음악대학 피아노과를 졸업하고, 어린이 음악학교에서 피아노를 가르쳤다(이때부터 소설을 쓰기 시작했다). 토카레바는 작가가 되겠다는 어릴 때부터의 꿈을 실현하기 위해 1962년 모스크바 국립영화학교 시나리오학부에 입학했고 1968년 졸업했다. 1964년 단편소설 ＜거짓 없는 하루＞를 ＜젊은 근위대＞에 발표하면서 등단했다. 그녀의 첫 번째 소설인 ＜거짓 없는 하루＞가 세상에 나왔던 1964년은 ‘해빙기’가 막을 내리던 시기였다. 그러나 빅토리야 토카레바는 성공적으로 ‘마지막 열차’에 뛰어올랐고, 이로써 대단한 관심과 주목을 받으며 작가의 삶을 시작했다. 이후로 꾸준히 고급 문학예술 잡지인 ＜신세계＞와 ＜젊음＞ 등에 작품을 발표하면서 자신의 문학적 재능을 유감없이 발휘하는데, 이는 1969년 첫 단편집 ≪없었던 것에 대하여≫가 출간되었을 때 평자들의 반응으로 나타났다. 비평가 피로고프는 “토카레바는 윤기 있는 글쓰기와 전문적 열정을 보존한 작가 정신으로 ‘문학의 상업화’라는 위기 상황을 극복한 작가”라고 극찬했으며, 유리 나기빈은 “토카레바에게는 나쁜 소설이 하나도 없다. 매우 빛나고 좋은 것만 있다”고 했다. 1990년대에 들어서면서 작가의 소설이 봇물처럼 쏟아져 나온다. 해마다 두세 권의 중·단편집이 출간되며 이른바 ‘토카레바 붐’을 일으킨다. 뿐만 아니라 “빅토리야 토카레바의 현상은 절대적으로 존재한다. 이는 다른 누구도 아닌 우리 모두의 이야기다”라는 세간의 호평을 받으며, 출간되는 즉시 거의 모두 베스트셀러가 된다. 토카레바의 소설은 현재 영어, 독일어, 이탈리아어와 프랑스어로 번역, 출간되고 있음은 물론, 거의 모든 중·단편집이 계속해서 재출간되고 있다. 작가는 현재 모스크바에 살고 있다.